# Грамота Президії Верховної Ради УРСР
Гра́мота Прези́дії Верхо́вної Ра́ди Украї́нської РСР — державна нагорода Української Радянської Соціалістичної Республіки. 

## Опис
Грамота Президії Верховної Ради УРСР — державна нагорода Української РСР, якою 1944–1991 років нагороджували громадян, підприємства, установи, організації, радянські трудові колективи, населені пункти, військові частини й з'єднання. Підставами для нагородження були: успіхи у розвитку народного господарства, науки й культури, активна трудова та суспільно-політична діяльність, високі показники бойової й політичної підготовки, а також активна участь у виконанні народно-господарських завдань.

## Нагородження
Відповідно до статті 108 Конституції Української РСР, нагородження Грамотою Президії Верховної Ради УРСР проводилося Президією Верховної Ради Української РСР.
Порядок подання до нагородження Грамотою, її вручення регулювалося Положенням про державні нагороди УРСР, затвердженим 7 травня 1981 року.
Нагрудний знак до Грамоти носили на правій стороні грудей. Після смерті нагородженого Грамота й нагрудний знак залишали в сім'ї покійного.
Лишити цієї нагороди могла лише Президія Верховної Ради УРСР.